# Tom Scott
Thomas Wright Scott, detto Tom (Los Angeles, 18 maggio 1948), è un sassofonista, compositore e arrangiatore statunitense.
Strumentista jazz e bandleader, ha registrato dischi da solista e annovera differenti collaborazioni con artisti importanti come Toto, Barbra Streisand, Pink Floyd,  Joni Mitchell, Steely Dan, Quincy Jones, Frank Sinatra e Whitney Houston. Noto anche per le colonne sonore di celebri telefilm come Casa Keaton e Starsky & Hutch.
È stato sassofonista nella prima formazione della Blues Brothers Band, incidendo l'album Briefcase Full of Blues (1978) e leader della band jazz-fusion L.A. Express.
Ha suonato il tema del film Taxi Driver, composto da Bernard Herrmann.
Ha suonato il sassofono nel tema d'amore 
Di Blade Runner. Ha ricevuto 13 candidature ai Premi Grammy, vincendonei 3. 

## Discografia
- 1968 - Honeysuckle Breeze (Impulse)
- 1969 - Rural Still Life (Impulse)
- 1970 - Hair To Jazz  (Flying Dutchman)
- 1971 - Paint Your Wagon (Flying Dutchman)
- 1972 - Great Scott  (A & M)
- 1974 - Tom Scott & L.A. Express (Ode)
- 1975 - Tom Cat (Ode)
- 1976 - New York Connection (Ode)
- 1977 - Blow It Out  (Epic/Ode)
- 1978 - Intimate Strangers (Columbia)
- 1979 - Street Beat (Columbia)
- 1981 - Apple Juice (Columbia)
- 1984 - Desire (Electra Musician)
- 1985 - Target (Atlantic)
- 1986 - One Night, One Day (Soundwings)
- 1987 - Streamlines (GRP)
- 1988 - Flashpoint (GRP)
- 1990 - Them Changes (GRP)
- 1991 - Keep This Love Alive (GRP)
- 1992 - Born Again (GRP)
- 1994 - Reed My Lips (GRP)
- 1995 - Night Creatures (GRP)
- 1996 - Bluestreak (con L.A. Express)(GRP)
- 1997 - Priceless Jazz (GRP)
- 1999 - Smokin Section (Windham Hill Jazz)
- 2003 - Newfound Freedom (Higher Octave)
- 2006 - BeBop United (MCG Jazz)
- 2006 - The Very Best of Tom Scott (GRP)
- 2008 - Cannon Re-Loaded (Concord Records)